# John Wayne
John Wayne (pravo ime: Marion Michael Morrison), je bil ameriški filmski igralec, * Winterset, Iowa, 26. maj 1907, † Los Angeles, 11. junij 1979.
Uvrščajo ga med največje legende, ne samo Hollywooda, ampak tudi svetovnega filma nasploh. S svojimi, več kot sto posnetimi filmi, se prišteva med najbolj aktivne filmske igralce. V svoji skoraj petdesetletni filmski karieri je ustvaril kar nekaj zgodovinskih vlog. John Wayne je bil kot igralec velik profesionalec, vzorno discipliniran in nepremagljiv v vzdržljivosti. To je dokazal tudi, ko je zelo bolan snemal skoraj do zadnjega diha.
Zahvaljujoč prijateljstvu z režiserjem Johnom Fordom je dobil glavno vlogo v klasičnem vesternu Poštna kočija, ki je predstavljal preobrat v njegovi karieri. Od takrat je dominiral v tem žanru in postal sinonim za vestern.
Oskarja je prejel za glavno moško vlogo v filmu Človek imenovan hrabrost (1969).

## Filmi
- Rio Bravo,
- Zelene baretke,
- Fort Apache,
- Velika steza,
- Mirni človek (The Quiet Man),
- Donovanov greben,
- Roparji vlaka,
- Chisum